# Kechana
Kechana (nep. केचना) – gaun wikas samiti we wschodniej części Nepalu w strefie Meći w dystrykcie Jhapa. Według nepalskiego spisu powszechnego z 2001 roku liczył on 1107 gospodarstw domowych i 5360 mieszkańców (2623 kobiet i 2737 mężczyzn).